# Gossamer Albatross

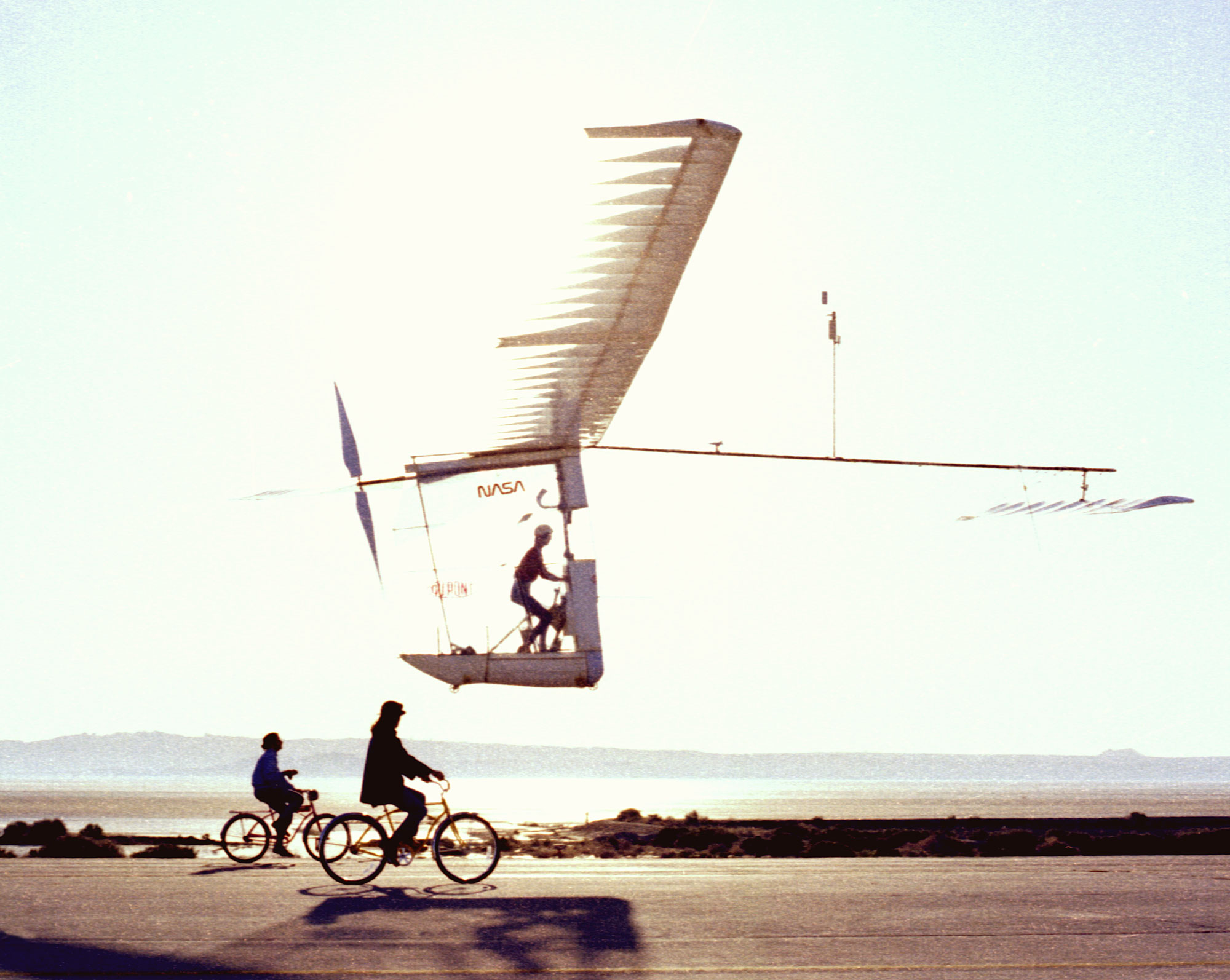
Gossamer Albatross im Flug

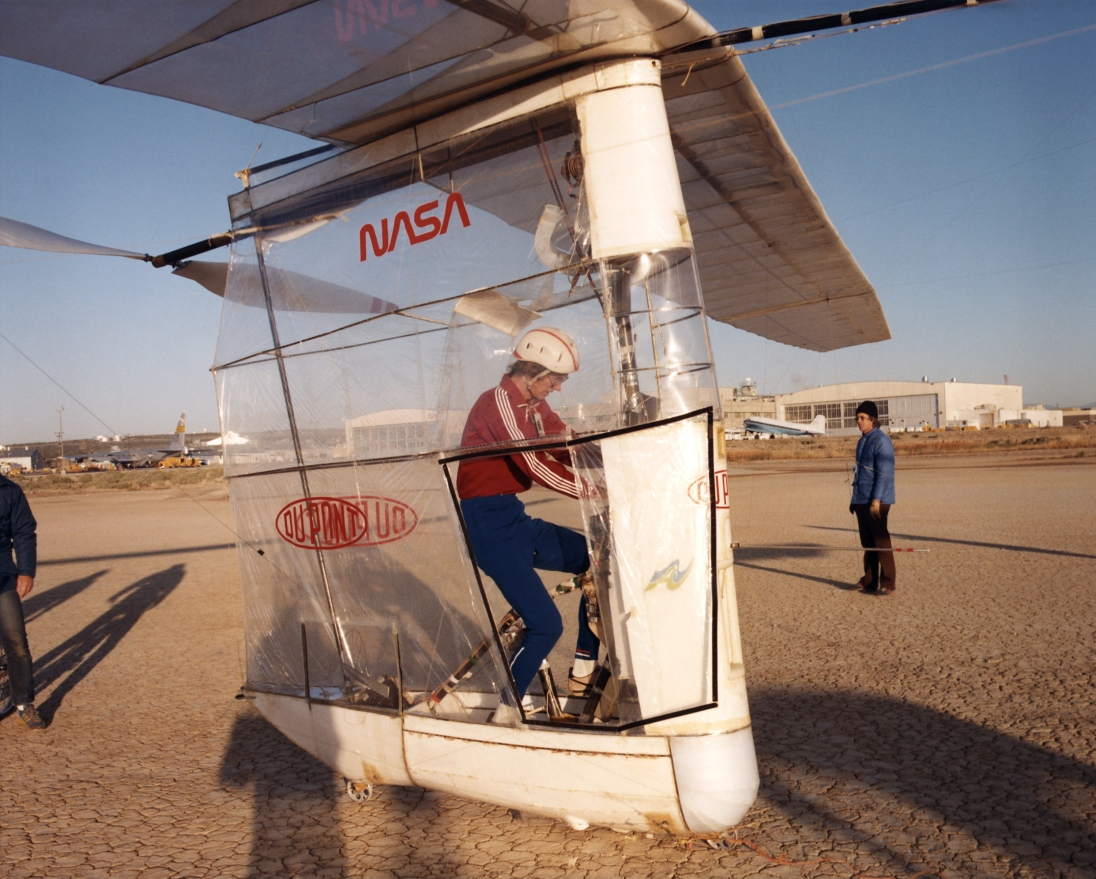
Gossamer Albatross am Boden

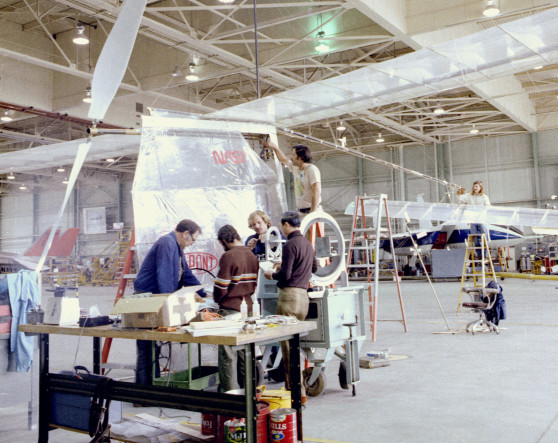
Gossamer Albatross im Aufbau

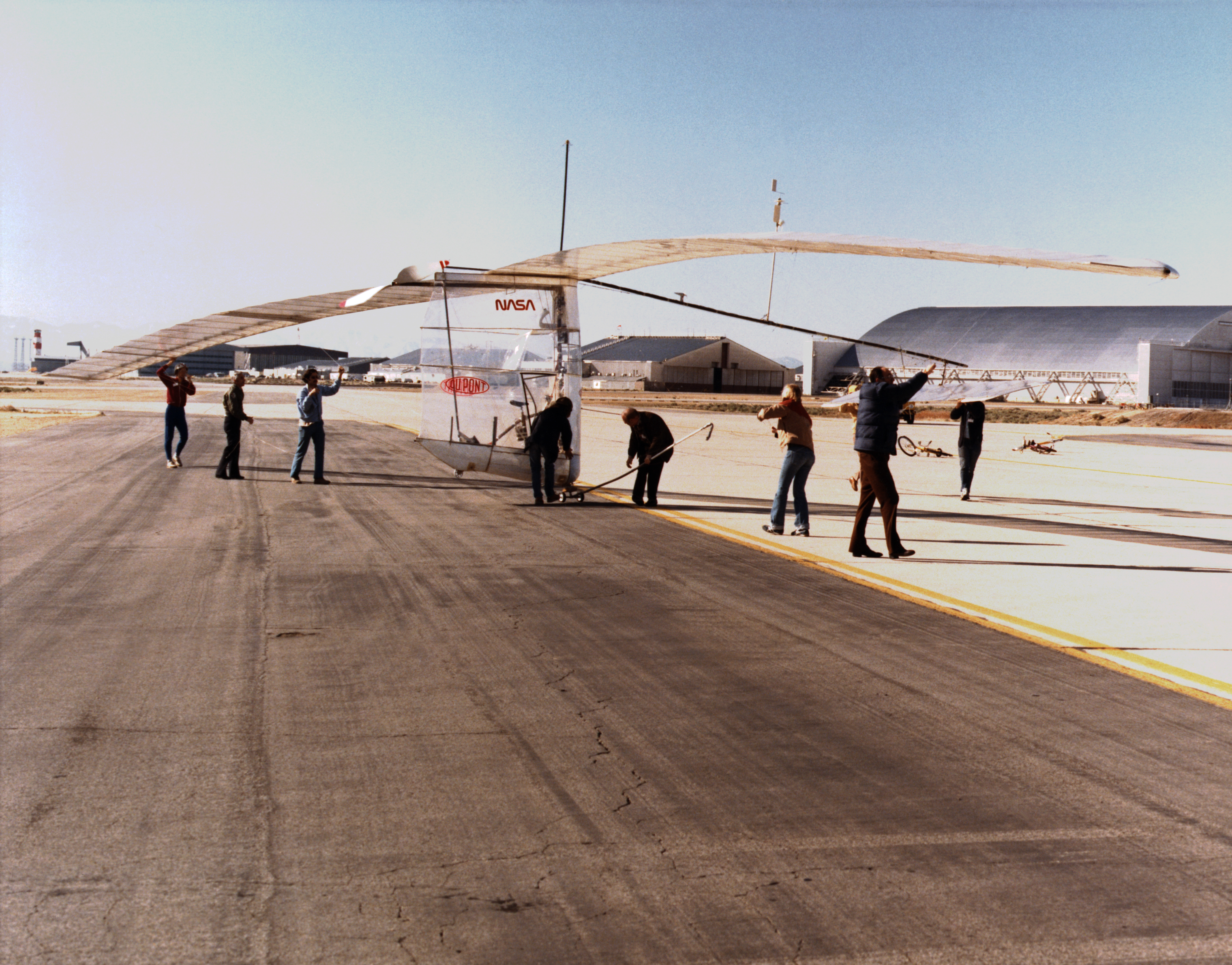
Gossamer Albatross mit Crew

Die Gossamer Albatross  (englisch für Spinnweben (hauchdünner) Albatros) ist ein mit menschlicher Muskelkraft angetriebenes Flugzeug, das von einem Team unter Führung von Paul MacCready im Auftrag der NASA entworfen und gebaut wurde. Mit diesem Flugzeug überquerte Bryan Allen am 12. Juni 1979 in 2:49 Stunden den Ärmelkanal zwischen Folkestone und Cap Gris-Nez, Entfernung 35,8 km, und gewann damit den 2. Kremer-Preis.

## Beschreibung
Der Gossamer Albatross ist wie sein Vorgänger Gossamer Condor als Entenflügler aufgebaut. Das heißt, bei ihm ist eine kleinere waagerechte Fläche vor einem großen Tragflügel angeordnet. Die Steuerung um die Längsachse erfolgt durch eine Verwindung der Tragflächen. Der einige Meter vor dem Piloten angebrachte Entenflügel stabilisiert den Flug um die Querachse. Die Stabilität um die Hochachse wird durch eine V-Stellung des großen Flügels in Kombination mit einer leichten Pfeilung erreicht. Die V-Stellung bewirkt auch eine Stabilisierung um die Längsachse.
Das Grundgerüst des Gossamer Albatross ist ein Rahmen aus kohlenstofffaserverstärktem Kunststoff mit Rippen aus Polyester. Dieser Rahmen ist mit einer transparenten Folie aus biaxial orientiertem Polyester bespannt.
Technische Daten:
- Länge: 10,40 m
- Spannweite: 29,80 m
- Flügelfläche: 45,34 m²
- Höhe: 4,90 m
- Masse des Flugzeugs: 32 kg
- Gesamtmasse mit Pilot: 100 kg

Das Flugzeug wird durch einen großen zweiblättrigen Druckpropeller mittels Pedalen angetrieben. Es erreichte eine Maximalgeschwindigkeit von 29 km/h bei einer mittleren Flughöhe von 1,5 Metern. Die Tragfläche hat eine im Verhältnis zum Rumpf große Spannweite und eine im Verhältnis zum Gewicht große Flügelfläche, was eine geringe Flächenbelastung garantiert. Beide Faktoren begünstigen einen Flug mit minimalem Kraftaufwand und eine geringe minimale Fluggeschwindigkeit. Bei Windstille wurden lediglich 200 Watt benötigt, um Fluggeschwindigkeit und Flughöhe konstant zu halten. Diese Leistung konnte von einem trainierten Radrennfahrer aufgebracht werden. Zur Nutzung des Bodeneffektes flog der Pilot dicht über dem Boden.
MacCreadys Team hat gleichzeitig zwei fast identische Exemplare der Gossamer Albatross gebaut.  Dasjenige, mit dem die Überquerung des Ärmelkanals gelang, ist heute im Udvar-Hazy Center des Smithsonian Instituts ausgestellt. Das zweite Exemplar wurde 1980 intensiv im 'Langley/Dryden Flight Research Program' der NASA getestet und befindet sich heute im Museum of Flight in Seattle, Washington.
Ein Nachfolgeflugzeug der Albatross war 1980 die solar-angetriebene Gossamer Penguin. Dieses Flugzeug, das bei gleicher Grundkonstruktion kleiner (28 % weniger Spannweite als der Gossamer Albatross, 39 % weniger Flügelfläche) und schneller war, wurde ursprünglich als Reserve gebaut für den Fall, dass die Wetterbedingungen am Ärmelkanal einen Flug mit der langsameren Gossamer Albatross nicht zuließen. Nach dem erfolgreichen Flug der Albatross über den Ärmelkanal wurde die Penguin zu einem Solarflugzeug umgebaut.